# Tachygrafia
Zasugerowano, aby zintegrować ten artykuł z artykułem Noty tyrońskie (dyskusja). Nie opisano powodu propozycji integracji.

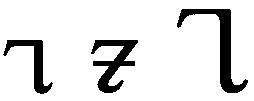
Tirońskie et, U+204A „⁊”.

Tachygrafia (gr. tachýs „szybki”, grapho „pisać”), znaki tirońskie – pierwszy sposób szybkiego pisania skrótowego, odpowiednik dzisiejszej stenografii. Według Słownika kultury antycznej system był wynaleziony przez rzymskiego wyzwoleńca Tyrona, według encyklopedii PWN system ten znany był już w starożytnej Grecji i został jedynie wprowadzony do Rzymu przez Tyrona.

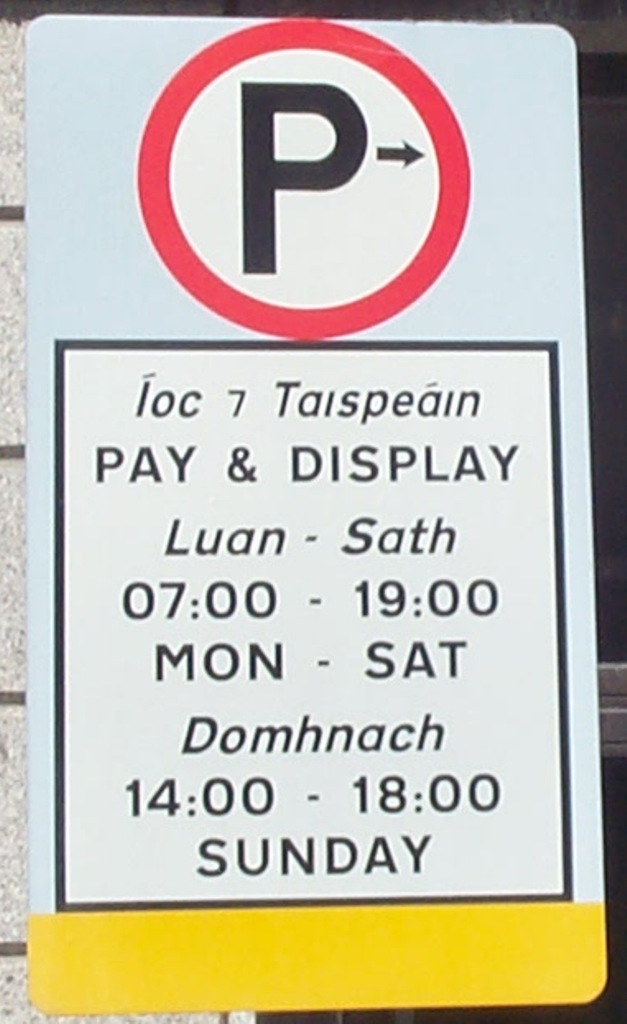
Tyrońskie „et” jako spójnik „i” w języku irlandzkim.

Tyroński symbol spójnika „i” (łac. et) do dziś jest używany w językach irlandzkim i szkockim.